# Tomas Van Den Spiegel
Pour les articles homonymes, voir Spiegel.
Thomas van den Spiegel, né le 10 juillet 1978 à Gand, est un joueur belge de basket-ball.

## Biographie
Après une carrière en Belgique couronnée de deux titres de champion de Belgique, il rejoint l'Italie, évoluant avec la Fortitudo Bologne. Avec ce dernier club, il participe au Final Four de l'Euroligue en 2004 à Tel-Aviv. Bologne dispute la finale face au club local du Maccabi, finale remportée aisément par le club israélien.
Après cette finale, il rejoint Rome. Il joue une première saison puis, l'année suivante, il est blessé et se voit alors ensuite cantonner au banc. Le CSKA Moscou le recrute alors en cours de saison pour compléter son effectif amoindri par des blessures. Avec son nouveau club, il atteint de nouveau le Final Four, obtenant cette fois la victoire face au Maccabi.
L'année 2007, l'équipe russe, se voit proposer un nouveau défi: réussir le « Back-to-back » en Euroligue. le CSKA atteint de nouveau le Final Four mais échoue en finale face au Panathinaïkos qui évolue à domicile.
En 2007, il rejoint le club polonais de Prokom Trefl Sopot qui évolue également en Euroligue. Mais en janvier 2008, le club accepte de libérer Thomas van den Spiegel pour que celui-ci puisse rejoindre son ancien club du CSKA qui doit faire face aux blessures de Matjaž Smodiš et Alekseï Savrassenko.
Tomas van den Spiegel quitte Mariupol car le club ne peut plus prendre en charge son salaire et rejoint le Real Madrid, où il porte le numéro 12, en décembre 2008.

## Palmarès

### Club
- Vainqueur de l'Euroligue 2006, 2008
- Finaliste de l'Euroligue 2004, 2007
- Champion de Russie 2006, 2007
- Vainqueur de la Coupe de Russie 2006, 2007
- Champion de Belgique 2001, 2002
- Vainqueur de la Coupe de Belgique 1998, 2001

### Distinction personnelle
- Joueur belge de l'année en 2001
- Participation au All-Star Game belge en 2000, 2001